# Altheim (Blieskastel)
Altheim ist ein Stadtteil von Blieskastel im Saarpfalz-Kreis (Saarland). Bis Ende 1973 war Altheim eine eigenständige Gemeinde im Landkreis Homburg. Aktueller Ortsvorsteher ist Oliver Meiser.

## Geographie
Altheim liegt im Tal der Bickenalb auf 258 m ü. NHN, wenig westlich der Landesgrenze nach Rheinland-Pfalz und 6 km nördlich von Frankreich in einer hügeligen Landschaft.

## Geschichte
Altheim gehört zu den ältesten Siedlungsorten im Bliesgau. Früheste Spuren einer Besiedlung stammen aus der Jungsteinzeit (2500–2000 v. Chr.). Ein Steinbeil und eine Pfeilspitze wurden bei Ausgrabungen von Hügelgräbern in den Jahren 1928–1935 gefunden. 54 Grabhügel aus der Bronzezeit (1800–800 v. Chr.), der Hallstattzeit (800–480 v. Chr.) und der Latènezeit (480 v. Chr.) wurden geborgen. In den Gräbern fand man neben Skeletten Messer, Ketten und verschiedenen Schmuck. Auch die Römer lassen sich hier wie in den meisten anderen Orten des Bliesgaus belegen. Verschiedene Landhäuser sind gesichert.
Die Entstehung des heutigen Ortes fällt wahrscheinlich ins 6. Jahrhundert, da in diesem Zeitraum die Gründung eines merowingerzeitlichen Gräberfeldes fällt. Das bei Bauarbeiten Mitte der 1970er Jahre entdeckte Gräberfeld stellt eine Besonderheit dar, da es sich um das bis heute größte bekannte Gräberfeld der Merowingerzeit im Saarland handelt.
Die bis 1986 im Bereich der heutigen Merowingerstraße durchgeführten archäologischen Untersuchungen erbrachten insgesamt 115 Bestattungen mit 119 Individuen. Die systematische Gräberfelduntersuchung zeigte, dass der Friedhof von Altheim sowohl alamannischen als auch westfränkischen Einflüssen ausgesetzt war. Die ältesten Gräber fallen noch in die zweite Hälfte des 6. Jahrhunderts; das Ende der Belegung kann für das ausgehende 7. Jahrhundert angenommen werden (siehe Abbildung).

Belegungsabfolge auf dem Gräberfeld von Altheim

Eine frühmittelalterliche Siedlung, die wahrscheinlich zu dem hier behandelten Gräberfeld gehören könnte, wird unter dem heutigen Ortskern von Altheim vermutet. Seine erste urkundliche Erwähnung fand der Ort Altheim im Jahr 1275: Der Pfarrer Folmar zu Altheim vermachte testamentarisch seinen Besitz dem nur wenige Kilometer entfernten Kloster Hornbach.
Die Grafen von Zweibrücken sind zu dieser Zeit Herren von Altheim, später durch Gebietsteilung das Haus Zweibrücken-Bitsch. Um 1500 leben bereits über 100 Menschen im Ort. Der Dreißigjährige Krieg (1618–1648) führt jedoch zu einer beinahe vollständigen Verödung. So werden für die Jahre von 1643 bis 1686 kaum mehr als zwei bis vier Bewohner gezählt. Erst ab dem Jahr 1688 geht es wieder aufwärts. Die Aussicht zahlreicher Privilegien (zum Beispiel Steuerfreiheit auf 10 Jahre) lockt wieder Menschen in den Ort. 1689 wird die Pfarrei neu eingerichtet. Seit Mitte des 18. Jahrhunderts hat sich die Bevölkerungszahl bei 600 stabilisiert. Altheim gehörte lange zum Herzogtum Lothringen und damit nach dessen Anschluss im Jahr 1766 zu Frankreich. Einige Bannsteine aus dem 17. Jahrhundert mit dem Lothringer Doppelkreuz sind auf dem Ortsgebiet erhalten. 1749 wurde eine königlich-französische Poststation eingerichtet. Das alte Posthaus wurde 1973 abgerissen. 1781 kam die Exklave Altheim (mit Neualtheim) durch einen Gebietstausch in den Besitz der Grafen von der Leyen. Die Bewohner waren darüber wenig erfreut. In einer Landschaftsversammlung in Ommersheim im Jahr 1789 verlangen Vertreter: „Wir wollen Lothringer sein und bleiben“. Dieser Wunsch ging dann im Zuge der französischen Revolution auch in Erfüllung. Aber nur für kurze Zeit, denn nach dem Niedergang Napoleons kam Altheim 1816 zum Königreich Bayern. Den Deutsch-Französischen Krieg 1870/71 und den Ersten Weltkrieg (1914–18) überstand der Ort ohne sachliche Beschädigungen. Nach dem Krieg kam der Ort zum Saargebiet. Im Zweiten Weltkrieg wurde die Bevölkerung der Roten Zone zweimal evakuiert. Nach dem Krieg waren 85 % des Ortes zerstört.
Im Gegensatz zu vielen anderen Orten vollzog sich beim Ortsnamen über die Jahrhunderte hinweg kaum eine Änderung. Im 13. Jahrhundert 'Altheym' und schon Anfang des 14. Jahrhunderts Altheim. Im 19. Jahrhundert wurde es zur Unterscheidung von Neualtheim zeitweise auch Alt-Altheim genannt.
Im Rahmen der saarländischen Gebiets- und Verwaltungsreform wurde die bis dahin eigenständige Gemeinde Altheim am 1. Januar 1974 der Stadt Blieskastel zugeordnet. Altheim ist seitdem ein Stadtteil und ein Gemeindebezirk.

## Politik
Ergebnis der Bundestagswahl vom 24. September 2017.
- CDU: 41,3 %
- SPD: 25,4 %
- DIE LINKE: 11,6 %
- GRÜNE: 5,0 %
- AFD: 9,6 %
- FDP: 3,6 %
- ANDERE: 3,5 %

Die Wahlbeteiligung lag bei 79,9 %

## Sehenswertes
Sehenswert im Ortskern von Altheim ist der Turm der katholischen Pfarrkirche St. Andreas, dessen Untergeschoss aus dem 14. Jahrhundert stammt. Der Turm wurde 1499 erhöht, das zeigt die Jahreszahl am oberen Schallloch der Nordseite. Im Turmuntergeschoss, dem ehemaligen Chorraum der Kirche, in dem sich heute die Sakristei befindet, ist ein Kreuzrippengewölbe zu sehen. In der Ostwand befindet sich eine Sakramentsnische mit Resten einer Wandmalerei. 1760/62 wurde ein neues Kirchengebäude errichtet, das seitlich an den gotischen Turm angebaut wurde. Es handelt sich dabei um einen Saalbau mit fünf Fensterachsen. Während des Zweiten Weltkrieges kam es am Kirchengebäude zu schweren Schäden, das Inventar wurde vernichtet. Der dreiseitig geschlossene Chor wurde beim Wiederaufbau 1948/49 durch einen eingezogenen Rechteckchor ersetzt und der Turm erhielt 1957 erhielt seinen Spitzhelm wieder zurück.

## Tourismus und Freizeit
Altheim liegt am Europäischen Mühlenradweg, der durch das Saarland, Rheinland-Pfalz und Lothringen führt. Von Guiderkirch über Peppenkum und Altheim bis Ixheim folgt dieser Weg dem Tal der Bickenalb.
Im Heimatmuseum Altheim werden neben frühgeschichtlichen Funden Zeugnisse vergangener Handwerkskunst ausgestellt.